# جامعه محدود

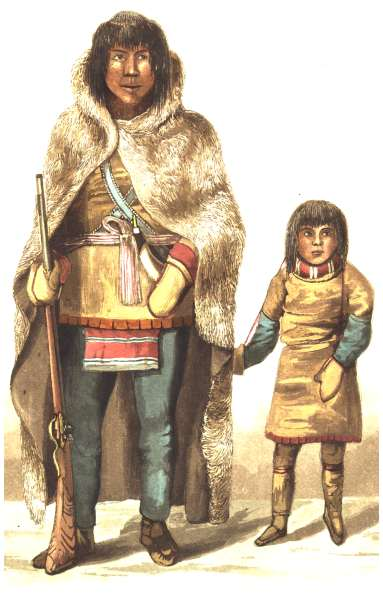
آکایچو رهبر سرخ‌پوستان یلونایف به همراه پسرش.

یک جامعه محدود، که گاه به آن اردوگاه گفته می‌شود یا به‌قول قدیمی‌تر، ساده‌ترین شکل جامعه بشری است. یک جامعه محدود به‌طور کلی از یک گروه کوچک خویشاوند تشکیل شده است، بزرگتر از یک خانواده گسترده یا یک قبیله نمی‌باشد. اجماع عمومی انسان‌شناسی مدرن، میانگین تعداد اعضای یک گروه اجتماعی را در ساده‌ترین سطح جوامع علوفه‌ای با حداکثر اندازه حداکثر ۳۰ تا ۵۰ نفر مشاهده می‌کند.

## منشأ استفاده در انسان‌شناسی
جامعه محدود یکی از مجموعه ای از سه اصطلاح است که توسط مردم نگاری اولیه مدرن برای تجزیه و تحلیل جنبه‌های جوامع علنی شکارچی-جمع‌کننده استفاده شده است. این سه اصطلاح به ترتیب «گروه»، «باند» و «قبیله» بودند. اصطلاح horde که بر اساس کلمه ترکی / تاتاری úrdú (به معنی اردوگاه) تشکیل شده است، از کاربرد آن در آثار J. F. McLennan توسط آلفرد ویلیام هوویت و لوریمر فیسون در اواسط دهه ۱۸۸۰ برای توصیف یک بخش جغرافیایی یا محلی تعریف شده در یک جمع قبیله بزرگتر، که دومی از نظر تقسیمات اجتماعی طبقه‌بندی شده از نظر نزول تعریف شده است، القا گردید.

## خصوصیات
جوامع محدود دارای یک سازمان سست هستند. آنها می‌توانند از هم جدا شوند (در بهار/ تابستان) یا گروه‌بندی شدند (در اردوگاه‌های زمستانی)، مانند سرخپوستان اینویت بسته به فصل، خانواده‌های عضو می‌توانند برای پیوستن به گروه‌های دیگر پراکنده شوند. ساختار قدرت آنها غالباً به‌طور مساوات است. بهترین شکارچیان توانایی‌های خود را به رسمیت می‌شناسند، اما چنین شناختی منجر به فرض اقتدار نمی‌شود، زیرا وانمودهایی برای کنترل دیگران با نافرمانی صورت می‌گیرد. احکام تعیین شده توسط بحث جمعی در بین بزرگان، بر خلاف عرف قانونمند و اجباری یک ارگان تخصصی تنظیم می‌شود، همان‌طور که با ظهور جوامع پیچیده تری که با تأسیس کشاورزی بی تحرک بوجود آمد، اتفاق افتاد.

## تعاریف و تمایزات
آلفرد رجینالد رادکلیف براون گروه (horde) را به عنوان واحد اساسی سازمانهای اجتماعی استرالیا طبق ۵ معیار زیر تعریف کرد:
1. نشان دهنده افرادی است که به‌طور عادی در یک اردوگاه زندگی کرده و دارای سبک زندگی مشترکی هستند.
2. مالک اصلی سرزمینی که به آنها داده شده هستند.
3. هر یک از گروه‌ها، مستقل و خودگردان بوده و زندگی اجتماعی خود را توسط یک شورای اردوگاه تنظیم می‌کنند که عموماً تحت هدایت یک رئیس می‌باشد.
4. کودکان متعلق به گروه پدر هستند.
5. هویت یکدست گروه در تمام روابط با قبایل بیرونی، تأیید شده است.[۴]

مورتون فرید در مطالعه خود در سال ۱۹۷۵، گروه‌های تشکیلاتی اجتماعی کوچک، سیار و سیال را با رهبری ضعیف تعریف کرد که باعث ایجاد مازاد نمی‌شوند، مالیات نمی‌پردازند یا از ارتش ایستاده حمایت نمی‌کنند.
جوامع محدود یا باندها از قبیله‌ها متمایز می‌شوند زیرا قبایل عموماً بزرگتر هستند و شامل خانواده‌های زیادی هستند. قبایل دارای مؤسسات اجتماعی بیشتری مانند رئیس، مرد بزرگ یا بزرگان هستند. قبیله‌ها نیز از باندها دائمی تر هستند. اگر فقط یک گروه کوچک از هم جدا شود یا بمیرد، یک باند می‌تواند از وجود خود متوقف شود.

## مثال‌ها
جوامع باند به لحاظ تاریخی در سراسر جهان، در اقلیم‌های گوناگون یافت می‌شدند، اما به‌طور کلی با بروز تمدن، محدود به مناطق کم جمعیت، جنگل‌های بارانی گرمسیری، تندراس و بیابان‌ها محدود می‌شدند. با گسترش دولت مدرن ملت در سراسر جهان، تعداد کمی از جامعه‌های باند واقعی باقی مانده است. برخی از نمونه‌های تاریخی شامل شوشون حوضه بزرگ در ایالات متحده، بوشمن‌های جنوب آفریقا، پیگمی‌ها (Mbuti) جنگل بارانی ایتوری در آفریقا و بسیاری از گروه‌های بومی استرالیا است.

## کتابشناسی
- Berdichewsky, Bernardo (1979). "Anthropology and the Peasant Mode of Production".  In Berdichewsky, Bernardo (ed.). Anthropology and Social Change in Rural Areas. Walter de Gruyter. pp. 5–39. ISBN 978-3-110-80773-8.
- Briggs, Jean L. (1982). "Living Dangerously:The contradictory foundations of value in Canadian Inuit society".  In Leacock, Eleanor; Lee, Richard B. (eds.). Politics and History in Band Societies. Cambridge University Press. pp. 109–132. ISBN 978-0-521-28412-7.
- Denham, Woodrow W. (May 2014). "Residential Group Compositions among the Alyawarra". Mathematical Anthropology and Cultural Theory. 6 (1): 1–132.
- Erdal, David; Whiten, Andrew; Boehm, Christopher; Knauft, Bruce (April 1994). "On Human Egalitarianism: An Evolutionary Product of Machiavellian Status Escalation?" (PDF). Current Anthropology. 35 (2): 175–183. doi:10.1086/204255. S2CID 53652577.
- Fried, Morton Herbert (1975). The Notion of Tribe. Cummings Pub. Co. ISBN 978-0-846-51548-7.
- Helm, June (2000). The People of Denendeh: Ethnohistory of the Indians of Canada's Northwest Territories. University of Iowa Press. ISBN 978-0-877-45735-0.
- Kelly, Robert L. (2013). The Lifeways of Hunter-Gatherers: The Foraging Spectrum. Cambridge University Press. ISBN 978-1-107-02487-8.
- Peterson, Nicolas (March 2006). "'I Can't Follow You on This Horde-Clan Business at All': Donald Thomson, Radcliffe-Brown and a Final Note on the Horde". Oceania. 76 (1): 16–26. doi:10.1002/j.1834-4461.2006.tb03030.x. JSTOR 40332006.
- Radcliffe-Brown, A. R. (July–December 1918). "Notes on the Social Organization of Australian Tribes". The Journal of the Royal Anthropological Institute of Great Britain and Ireland. 48: 222–253. doi:10.2307/2843422. JSTOR 2843422.
- Schapera, I (1963). "The Native Inhabitants".  In Walker, Eric Anderson (ed.). The Cambridge History of the British Empire: South Africa, Rhodesia, and the High Commission territories. Vol. 8. Cambridge University Press. pp. 21–49.
- Yule, Henry; Burnell, A. C. (2013).  Teltscher, Kate (ed.). Hobson-Jobson: The Definitive Glossary of British India. Oxford University Press. ISBN 978-0-199-60113-4.
- Zatrev, Jordan (2014). "The co-evolation of human intersubjectivity, morality, and language".  In Dor, Daniel; Knight, Chris; Lewis, Jerome (eds.). The Social Origins of Language. Oxford University Press. pp. 249–266. ISBN 978-0-191-64312-5.